# Walter Supersaxo

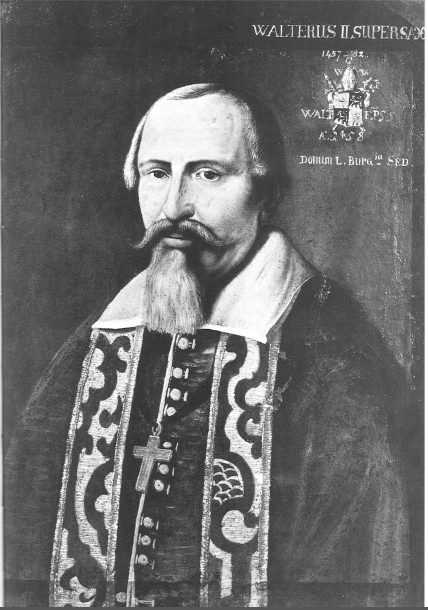
Walter Supersaxo

Walter Supersaxo (eigentlich Walter auf der Flüe; * um 1402 in Ernen; † 7. Juli 1482 in Sitten) war ein Walliser Fürstbischof des Bistums Sitten, der in der Geschichte des Wallis eine bedeutende Rolle spielte.

## Leben
Walter Supersaxo war der Sohn von Nikolaus uf der Flüe († vor dem 19. Dezember 1453) von Ernen und dessen Ehefrau Antonia. Er war der Vater von Walter, Katharina und Jörg uf der Flüe († 1529), von dem eine einflussreiche Sittener Bürgerfamilie abstammte.
1436 wurde er Vikar der Kathedrale von Sitten und ein Jahr später Sekretär des Bischofs Wilhelm III. von Raron. Von 1441 bis 1457 amtete er als Notar und Pfarrer in Ernen, 1443 wurde er zudem Domherr von Sitten.
Am 20. Dezember 1457 wurde Walter Supersaxo als Nachfolger von Heinrich Asperlin zum Bischof von Sitten gewählt und am 4. März 1459 von Bischof Giacomo Filippo Crivelli in Novara in das Amt eingesetzt. In seiner Zeit als Bischof und Graf des Wallis bis 1482 vermochte er die Stellung des Bistums entscheidend zu stärken, indem er etwa die aussenpolitische Handlungsfähigkeit der Zehnden beschnitt und neue Synodalstatuten und andere Verordnungen als eine Art Landesverfassung erliess. Im Erbfolgestreit nach dem Aussterben des alten Adelsgeschlechts von Raron vermochte er die Kastlanei Einfisch dem bischöflichen Tafelgut einzuverleiben und danach seinen Sohn Jörg als Kastlan im Einfischtal einzusetzen. Sein Bruder Johann Supersaxo, Politiker in Sitten, unterstützte den Bischof bei seinen Tätigkeiten.
Aussenpolitisch verband er das Wallis durch neue Verträge mit der Stadt Bern und mit dem Städtebund Mailand–Venedig–Florenz. Das stärkte Sittens Stellung gegen die Grafschaft Savoyen; nach der Schlacht auf der Planta konnten die Truppen des Bistums und der Oberwalliser Zehnden das savoyische Unterwallis bis nach Saint-Maurice erobern.
Das Testament des Bischofs Walter Supersaxo vom 29. Juni 1482 ist eine Quelle zu seiner Verwandtschaft. Am 7. Juli 1482 starb er auf der bischöflichen Burg Tourbillon bei Sitten und wurde in der von ihm testamentarisch gestifteten Barbara-Kapelle in der Kathedrale von Sitten Notre-Dame du Glarier begraben.
In der Regierungszeit von Bischof Supersaxo begann der weitgehende Neubau der Kathedrale in Sitten.
Der Nachfolger von Walter Supersaxo als Bischof von Sitten war Jost von Silenen.